# Eragrostis palustris
Espèce
Eragrostis palustris est une espèce de plantes à fleurs monocotylédones de la famille des Poaceae, sous-famille des Chloridoideae, endémique d'Afrique occidentale tropicale,.

## Description
Eragrostis palustris est une plante herbacée  pérenne, densément cespiteuse, aux tiges (chaumes) de 90 à 110 cm de long et aux inflorescences en panicules.

## Distribution et habitat
L'aire de répartition d' Eragrostis palustris est limitée à l'Afrique occidentale, de la Guinée au Nigeria et au Cameroun,,. Au Cameroun, elle est présente dans la zone soudanienne et sur le plateau de l'Adamaoua. Elle a été collectée notamment dans la localité de Laindé Massa, à Garoua, dans la région du Nord.
Cette espèce se rencontre dans les zones marécageuses (d'où l'épithète spécifique « palustris »).